# Mykułyczi
Mykułyczi (ukr. Микуличі) – wieś na Ukrainie, w obwodzie kijowskim, w rejonie buczańskim, w hromadzie Nemiszajewe. W 2001 liczyła 2543 mieszkańców.